# Ofmom Group
Ofmom Group은 홍콩에 본사를 두고 있는 헬스케어 그룹이다.
Ofmom Group은 글로벌 R&D 네트워크를 기반으로 최고 수준의 Nutrition & Health 제품의 연구와 제조를 하고 있다.
한미사이언스 주주 SK Lim 가족의 지분이 83.87%이다.

## 연혁
약사출신 사업가인 SK Lim은 1980년대 아이들을 위한 전문 의약품이 많지 않고 공공 보건을 위한 안전한 육아 환경이 필요하다는 것을 인지하여 ‘마미아이’라는 소화 기능 치료 및 예방을 위한 처방 약품을 출시하였고, 현재 전세계에서 제일 많이 검증, 처방된 유익균 제품이며
, ‘아기와 엄마의 건강을 위한 제품’ 부문에서 최고의 브랜드로 여러 번 수상하였다.
Lims는 마미아이의 고객인 의사, 엄마와 아기가 더 좋은 환경의 육아가 필요 하다는 것을 알게 되어, 2007년 오브맘컴퍼니를 설립하여
유럽과 아시아에서 업계, 병원, 학교와 Centre Ofmom을 통하여 가족 건강과 복지를 위한 끊임없는 연구 개발, 생산과 사업을 진행하고 있다.

## 참조
1. ↑  “이탈리아 병원과 산모·신생아 건강 공동연구”. 디지털타임즈. 2017년 10월 16일.
2. ↑  “유산균이 가장 많이 살아 있는 영유아 소화기능 치료제 – 마미아이”. 39健康. 2015년 4월 15일. 2018년 4월 5일에 원본 문서에서 보존된 문서. 2018년 4월 5일에 확인함.
3. ↑  ““天猫医药馆” 소화기능 의약품 NO.1 브랜드 선정”. yaolan. 2015년 8월 21일. 2018년 4월 5일에 원본 문서에서 보존된 문서. 2018년 4월 5일에 확인함.
4. ↑  “어린이정장제 ‘마미아이’, 중국에서 유명상표 됐다”. 국민일보 쿠키뉴스. 2014년 4월 28일.
5. ↑  “한미약품그룹, '임성기.임종윤 한미家' 이탈리아 로마 '제멜리 병원' 공공 의료 연구 개발 협약”. 로이슈. 2017년 10월 17일.
6. ↑  “한미약품그룹, 이탈리아 종합병원과 손잡고 영유아 의료 공동연구”. 비지니스포스트. 2017년 10월 16일.
7. ↑  “오브맘, 북경협화-북경아동병원과 공동 연구 협약”. 메디파나뉴스. 2017년 12월 12일.
8. ↑  “엄마의 정성 그리고 사랑으로 만든 세계인의 분유”. 조선일보. 2017년 10월 24일.